# Минский комбинат силикатных изделий
Минский комбинат силикатных изделий (Минский КСИ; бел. Мінскі камбінат сілікатных вырабаў) — белорусское предприятие по производству стройматериалов, расположенное в городе Минске. В настоящее время является филиалом ОАО «Белорусский цементный завод».

## История
«Белорусская энциклопедия» связывает возникновение предприятия с основанием одного из сезонных кирпичных заводов в 1909—1910 годах, официальный сайт предприятия относит образование завода к 1895 году — выдаче разрешения купцу Каплану о строительстве кирпичного завода с печью системы Гофмана. В 1929 году предприятие переименовано в кирпичный завод № 1, в 1932 году был реконструирован и расширен. В 1954 году началось строительство завода крупногабаритных силикатных блоков. В 1958 году кирпичный завод № 1 и завод крупногабаритных силикатных блоков были объединены в Минский комбинат крупноблочных строительных конструкций. В 1964—1965 годах было освоено производство полистирольной облицовочной плитки, пенополистирольных теплоизоляционных плит, а также аглопоритных изделий. В 1971 году предприятие было переименовано в Минский комбинат силикатных изделий. В 1992 году форма собственности комбината изменена на арендное предприятие, вскоре — на открытое акционерное общество. В 1990-е годы завод освоил производство изделий из полистирола для упаковки холодильников. В 2009 году введён в эксплуатацию новый цех по производству изделий из ячеистого бетона.
По состоянию на июль 2016 года, государству (Министерству архитектуры и строительства Республики Беларусь) принадлежало 88,13476 % акций компании. В декабре 2016 года предприятие преобразовано в филиал № 3 ОАО «Белорусский цементный завод» (Костюковичи).

## Продукция
Первоначально производил керамические кирпичи из местных месторождений глины. По состоянию на 1999 год комбинат производил силикатный кирпич, стеновые и перегородочные блоки, стеновые панели из ячеистого бетона, полистирольные плиты, тротуарную плитку, упаковку и другие изделия. По состоянию на 2020 год предприятие производит силикатный кирпич, блоки и перемычки из ячеистых бетонов, пенополистирольные теплоизоляционные плиты, полистиролбетон, тротуарную плитку, бортовые бетонные камни и другие изделия.